# アラムシャー
アラムシャー（Alamshar、2000年 - ）とは、アイルランドの競走馬・種牡馬である。競走馬時代はジョニー・ムルタが主戦騎手を務めた。

## 競走馬時代
2002年、2歳時の9月にデビュー。デビュー戦で初勝利を挙げ、続くベレスフォードステークス（G3）も制し、重賞初勝利を挙げる。
2003年、この年初戦のバリサックスステークス（G3）では2着となるが、続くダービートライアルステークス（G2）を制し、重賞2勝目を挙げて挑んだダービーステークス（G1）では、2番人気に支持されたが3着だった。次走のアイルランドダービーでは、当年のフランスダービーを制し、当時無敗だったダラカニ（Dalakhani）らを相手に勝利し、G1初勝利を挙げた。続くキングジョージ6世&クイーンエリザベスダイヤモンドステークス（G1）も制した。しかし、その後のアイリッシュチャンピオンステークス（G1）とチャンピオンステークス（G1）では、いずれも1番人気に支持されるが勝利することができず、当年限りで現役引退となった。

### 競走成績
| 出走日     | 競馬場           | 競走名              | 格 | 距離     | 着順 | 騎手     | 着差      | 1着（2着）馬         |
| ---------- | ---------------- | ------------------- | -- | -------- | ---- | -------- | --------- | -------------------- |
| 2002.09.26 | リストエル       | 未勝利              |    | 芝8f     | 1着  | J.ムルタ | 2馬身     | （Russia）           |
| 2002.10.13 | カラ             | ベレスフォードS     | G3 | 芝8f     | 1着  | J.ムルタ | アタマ    | （Brian Boru）       |
| 2003.04.13 | レパーズタウン   | バリサックスS       | G3 | 芝10f    | 2着  | J.ムルタ | 1/2馬身   | Balestrini           |
| 2003.05.11 | レパーズタウン   | ダービートライアルS | G2 | 芝10f    | 1着  | J.ムルタ | 1/2馬身   | （The Great Gatsby） |
| 2003.06.07 | エプソム         | ダービーS           | G1 | 芝12f10y | 3着  | J.ムルタ | 1馬身     | Kris Kin             |
| 2003.06.29 | カラ             | 愛ダービー          | G1 | 芝12f    | 1着  | J.ムルタ | 1/2馬身   | （Dalakhani）        |
| 2003.07.26 | アスコット       | KGVI&QEDS           | G1 | 芝12f    | 1着  | J.ムルタ | 3 1/2馬身 | （Sulamani）         |
| 2003.09.06 | レパーズタウン   | 愛チャンピオンS     | G1 | 芝10f    | 4着  | J.ムルタ | 2 1/2馬身 | High Chaparral       |
| 2003.10.18 | ニューマーケット | チャンピオンS       | G1 | 芝10f    | 6着  | J.ムルタ | 6 3/4馬身 | Rakti                |

## 種牡馬時代
2003年9月に日本中央競馬会に購入され、日本軽種馬協会に種牡馬として寄贈されることが決定。11月には日本に輸入された。
2004年、4歳となり、春から日本軽種馬協会静内種馬場で種牡馬生活を開始し、初年度は65頭に種付けを行った。
2005年、この年の種付け頭数がわずか4頭に落ち込み、アイルランドのナショナルスタッドに輸出された。
2007年、6月8日に大井競馬場でカミノミライが勝利し、この勝利が産駒の地方競馬・中央競馬通じての初勝利となった。9月にはバイタリティーがサンライズカップを制し、産駒が重賞初勝利を挙げた。同年10月6日に再び日本に輸入され、3年ぶりに日本軽種馬協会静内種馬場で繋養されることになった。
2008年種付けシーズン終了後に七戸種馬場へ移動することになった。
その後2013年から2016年まで九州種馬場で繋養されていた。
2017年からは再び静内種馬場で繋養されるも、その年限りで種牡馬を引退した。

### 主な産駒
- 2005年産
  - ワンダームシャ（烏丸ステークス）
  - バイタリティー（サンライズカップ）
- 2018年産
  - ユキプロスパー（中京ペガスターカップ3着）

### 母の父としての主な産駒
- 2016年産
  - ラインカリーナ（関東オークス）
  - マイコート（サンライズカップ）

## 血統表
| アラムシャーの血統ダンジグ系／Northern Dancer4×4=12.50% | アラムシャーの血統ダンジグ系／Northern Dancer4×4=12.50% | アラムシャーの血統ダンジグ系／Northern Dancer4×4=12.50% | （血統表の出典）    | （血統表の出典） |
| 父 Key of Luck 1991 鹿毛                                | 父の父Chief's Crown 1982 鹿毛                           | Danzig                                                  | Northern Dancer     | Northern Dancer  |
| 父 Key of Luck 1991 鹿毛                                | 父の父Chief's Crown 1982 鹿毛                           | Danzig                                                  | Pas de Nom          |                  |
| 父 Key of Luck 1991 鹿毛                                | 父の父Chief's Crown 1982 鹿毛                           | Six Crowns                                              | Secretariat         | Secretariat      |
| 父 Key of Luck 1991 鹿毛                                | 父の父Chief's Crown 1982 鹿毛                           | Six Crowns                                              | Chris Evert         |                  |
| 父 Key of Luck 1991 鹿毛                                | 父の母Balbonella 1984 黒鹿毛                            | *Gay Mecene                                             | Vaguely Noble       | Vaguely Noble    |
| 父 Key of Luck 1991 鹿毛                                | 父の母Balbonella 1984 黒鹿毛                            | *Gay Mecene                                             | Gay Missile         |                  |
| 父 Key of Luck 1991 鹿毛                                | 父の母Balbonella 1984 黒鹿毛                            | Bamieres                                                | Riverman            | Riverman         |
| 父 Key of Luck 1991 鹿毛                                | 父の母Balbonella 1984 黒鹿毛                            | Bamieres                                                | Bergamasque         |                  |
| 母 Alaiyda 1991 鹿毛                                    | 母の父*Shahrastani 1983 栗毛                            | Nijinsky II                                             | Northern Dancer     | Northern Dancer  |
| 母 Alaiyda 1991 鹿毛                                    | 母の父*Shahrastani 1983 栗毛                            | Nijinsky II                                             | Flaming Page        |                  |
| 母 Alaiyda 1991 鹿毛                                    | 母の父*Shahrastani 1983 栗毛                            | Shademah                                                | Thatch              | Thatch           |
| 母 Alaiyda 1991 鹿毛                                    | 母の父*Shahrastani 1983 栗毛                            | Shademah                                                | Shamim              |                  |
| 母 Alaiyda 1991 鹿毛                                    | 母の母Aliysa 1986 鹿毛                                  | Darshaan                                                | Shirley Heights     | Shirley Heights  |
| 母 Alaiyda 1991 鹿毛                                    | 母の母Aliysa 1986 鹿毛                                  | Darshaan                                                | Delsy               |                  |
| 母 Alaiyda 1991 鹿毛                                    | 母の母Aliysa 1986 鹿毛                                  | Alannya                                                 | Relko               | Relko            |
| 母 Alaiyda 1991 鹿毛                                    | 母の母Aliysa 1986 鹿毛                                  | Alannya                                                 | Nucciolina F-No.9-c |                  |